# えきすとら
『えきすとら』は、松竹により1982年8月7日に公開された、日本の映画。武田鉄矢・石田えり主演作品。
同名の主題歌を、武田をメンバーとするフォークグループ海援隊が歌っている。

## あらすじ
水越修五郎は、いつの日か主演を夢見るエキストラ俳優。しかし、何年も目が出ず、失敗の連続の日々。そんなある日、一緒にエキストラ出演した、育子と出会い、意気投合する。期待していたテレビV出演も出番がカットされ、意気消沈した脩五郎は、母の七回忌に帰った故郷の九州で、その香典を盗み出し、育子の公演のチケットを大量に買い、育子を喜ばせる。公演当日、終演後に一緒に食事をしようと待つ修五郎だが、育子は明け方近くに帰り、その舞台の演出家と関係を持ったことを告げる。ショックを受けて育子の前から去る修五郎。一方育子は、メキメキと頭角をあらわしていく。

## スタッフ
- 制作:名島徹・佐藤正
- 脚本:朝間義隆・梶浦政男
- 監督:朝間義隆
- 撮影:花田三史
- 美術:芳野伊孝
- 音楽:森田公一
- 録音:小林英男
- 調音:松本隆司
- 照明:山ノ上実
- 編集:後藤彦治
- 監督助手:梶浦政男
- 進行:小松護
- 制作主任:沼尾釣

## キャスト
- 水越修五郎:武田鉄矢
- 柿沼育子:石田えり
- 安達絹代:乙羽信子
- 菱山淳:鈴木ヒロミツ
- 酒井育哉:清水アキラ
- 木村和之:浦田賢一
- 宮本高志:アパッチけん
- 日野順二:吉田次昭
- 水越俊一郎:田中邦衛
- 水越文枝:宮下順子
- 藤本監督:加藤嘉
- 兵藤道継:岸部一徳
- 不動産屋:榎木兵衛
- マネージャー近藤:岸部シロー
- 柴桶の老婆:武知杜代子

## 主題歌
- 海援隊「えきすとら」

## 作品の評価
柿沼育子役の石田えりは『プレイガイドジャーナル』1982年9月号のインタビューで「役柄で見た場合、私が女優の座を捨てて彼（水越修五郎役の武田鉄矢）を追いかけていくというのが納得できなくて。見ててこの人、役者になろうとするのをやめた方がいいんじゃないと分かるの人でないと。それでセリフにある『ついていきます』というのがどうしても納得できなくて監督に相談しました」などと述べている。『プレイガイドジャーナル』は「映画の出来は最悪」と評している。

## 同時上映
『男はつらいよ 寅次郎あじさいの恋』
- 監督・原作・脚本：山田洋次。主演：渥美清、倍賞千恵子、いしだあゆみ